# Reggie Strickland
Reggie Strickland (* 4. September 1968 in Cincinnati) ist ein ehemaliger US-amerikanischer Boxer und ehemaliger, zweifacher Indiana-State-Champion im Supermittelgewicht. Mit 363 registrierten Profikämpfen ist er nach Len Wickwar (465) der Boxer mit den zweitmeisten Kämpfen der Boxgeschichte. Zudem ist er der Boxer mit den meisten Niederlagen der Geschichte.
Seine Profilaufbahn begann Strickland im Januar 1987. In der Folge bestritt er unzählige Kämpfe, von denen er die meisten verlor. Teilweise stieg er bis zu neunmal im Monat in den Ring, wobei er verschiedene Kampfnamen benutzte. Bei seinen insgesamt 276 Niederlagen wurde er nur 25-mal k. o. geschlagen. Seinen letzten Kampf bestritt Strickland im Oktober 2005.
Seine größten Erfolge waren der zweimalige Gewinn des Indiana-State-Titels im Supermittelgewicht (1998, 2000), sowie der Gewinn des international wenig bedeutenden Weltmeistertitel der Global Boxing Federation (GBF). 